# François-Xavier Lemieux (libéral)
Ne doit pas être confondu avec François-Xavier Lemieux (réformiste).
François-Xavier Lemieux, né le 9 avril 1851 à Lévis et mort le 18 juillet 1933 à Québec, est un avocat et homme politique québécois.

## Biographie
Député libéral à l'Assemblée législative du Québec de Lévis de 1883 à 1892, et de Bonaventure de 1894 à 1897. Il est députés des deux districts électoraux en 1897 , mais démissione en novembre pour accepter un autre poste. Juge en chef de la Cour supérieure en 1915.
Son oncle du même nom, François-Xavier Lemieux, était aussi député de Lévis, à l'Assemblée législative de la Province du Canada.
Il devient bâtonnier du Québec en 1897.

## Archives
- Le fonds d'archives de François-Xavier Lemieux est conservé au centre d'archives de Québec de Bibliothèque et Archives nationales du Québec[1].